# Волынская сотня
Волынская сотня — военно-административная единица Черниговского полка.

## История
Образована в 1648 году как военное подразделение Сосницкого полка (1648—1649). Юридически же образована после соглашения с Москвой весной 1654 в составе Нежинского полка. В состав формирования вошли сёла: Волынка, Ольшаны, Черноточи, Киселёвка, Боровичи, Верба, Псаревка, Мезин, Радичев, Авдеевка, Покошичи, Хлопеники. С 1669 года и до конца существования — в составе Черниговского полка.
Указом Екатерины II «Об открытии в Малороссии наместничеств» сотня в 1782 году ликвидирована, а её территория включена в состав Черниговского наместничества.
Сотенный центр находился в селе Волынка, ныне Сосницкого района Черниговской области.

## Сотники
- Скоченко Григорий Иванович (1654)
- Олещенко Василий (1669)
- Коляда Василий (1672)
- Богданович Иван (1676)
- Лобина Федор (1679)
- Олещенко Василий (1679)
- Борисенко Василий (1681)
- Лобина Федор (1684)
- Милорадович Степан Михайлович (1691)
- Леневич Петр (1695)
- Демиденко Петр (1697)
- Дорошенко Василий Андреевич (1699)
- Демиденко Петр (1715)
- Леневич Карп Петрович (1718—1734)
- Брежинский Александр (1735—1736)
- Никифорович Тихон (1737—1738)
- Максимович Василий Дмитриевич (1738—1743)
- Журба Роман (1743—1752)
- Журба Иван (1763)
- Лысенко Василий Васильевич (сотник Черниговского полка) (1782)